# Lil Nas X
Lil Nas X, pseudonimo di Montero Lamar Hill (Atlanta, 9 aprile 1999), è un rapper e cantautore statunitense.
È noto soprattutto per il brano Old Town Road, uno dei principali successi di tutti i tempi in patria e quello col maggior numero di settimane trascorse in cima alla Billboard Hot 100 (19).

## Biografia
Diplomatosi alla Lithia Springs High School di Atlanta, Lil Nas X ha inizialmente ottenuto popolarità online grazie alle sue fanpage di Nicki Minaj su Twitter. Incoraggiato dai suoi seguaci ha iniziato a postare musica su SoundCloud nel 2018, pubblicando vari progetti, tra cui un EP, Nasarati. Il 3 dicembre dello stesso anno ha pubblicato il brano country rap Old Town Road, divenuto virale grazie alla celebre Yeehaw Challenge su TikTok. Il brano ha iniziato a scalare la Billboard Hot 100, la classifica statunitense, fino a raggiungere la prima posizione il 13 aprile 2019 con l'aiuto di un remix in collaborazione con il cantante di musica country Billy Ray Cyrus. Il singolo ha finito per totalizzare 19 settimane consecutive in cima alla Billboard Hot 100, conquistando il record per il maggior numero di settimane in vetta alla classifica precedentemente detenuto da One Sweet Day di Mariah Carey e i Boyz II Men e da Despacito di Luis Fonsi. Grazie alla popolarità ottenuta, Lil Nas X ha ottenuto e firmato un contratto discografico con la Columbia Records, sotto cui a giugno 2019 ha pubblicato l'EP 7.
Ai Grammy Awards 2020 Lil Nas X è stato nominato in sei diverse categorie, tra cui miglior artista esordiente, album dell'anno e registrazione dell'anno. Ha vinto nelle categorie per il miglior videoclip e per la miglior performance pop di un duo con Old Town Road. Il 13 novembre 2020 ha pubblicato il singolo Holiday in contemporanea con il relativo video musicale. Il 26 marzo 2021 è uscito Montero (Call Me by Your Name), brano che l'artista aveva già anticipato durante il 2020 tramite alcuni snippet pubblicati sui social network; esso riscuote successo in tutto il mondo, arrivando primo in diversi paesi tra cui Regno Unito e Stati Uniti. Nello stesso giorno, tramite Twitter, il rapper ha annunciato il titolo del suo album di debutto Montero, pubblicato il successivo 17 settembre.
Dopo avere pubblicato a maggio il singolo Sun Goes Down, il 23 luglio 2021 pubblica Industry Baby in collaborazione con Jack Harlow, brano prodotto da Kanye West e dai Take a Daytrip in grado di raggiungere la vetta della hit parade statunitense e il terzo posto di quella britannica.
Il 24 giugno 2022 viene divulgato il singolo Late to da Party, in collaborazione con YoungBoy Never Broke Again.

## Vita privata
Il 30 giugno 2019, l'ultimo giorno del mese del pride, ha fatto coming out come omosessuale tramite i suoi profili social. Il brano C7osure (You Like) incluso nel suo EP contiene riferimenti alla sua sessualità e la copertina dell'album riporta i colori della bandiera arcobaleno, simbolo della comunità LGBT.

## Discografia
- 2021 − Montero

## Riconoscimenti
- MTV Video Music Awards
  - 2019 – Candidatura al miglior artista esordiente[26]
  - 2019 – Candidatura al video dell'anno per Old Town Road (Remix)[26]
  - 2019 – Canzone dell'anno per Old Town Road (Remix)[26]
  - 2019 – Candidatura alla miglior collaborazione per Old Town Road (Remix)[26]
  - 2019 – Candidatura al miglior video hip hop per Old Town Road (Remix)[26]
  - 2019 – Candidatura alla canzone dell'estate per Old Town Road (Remix)[26]
  - 2021 – Video dell'anno per Montero (Call Me by Your Name)[27]
  - 2021 – Candidatura al miglior video con un messaggio sociale per Montero (Call Me by Your Name)[27]
  - 2021 – Miglior regia per Montero (Call Me by Your Name)[27]
  - 2021 – Candidatura alla canzone dell'estate per Industry Baby[27]